# Жюйаге
Жюйаге́ (фр. Juillaguet) — коммуна во Франции, находится в регионе Пуату — Шаранта. Департамент — Шаранта. Входит в состав кантона Вильбуа-Лавалет. Округ коммуны — Ангулем.
Код INSEE коммуны — 16172.
Коммуна расположена приблизительно в 410 км к юго-западу от Парижа, в 125 км южнее Пуатье, в 20 км к югу от Ангулема.

## Население
Население коммуны на 2008 год составляло 133 человека.
| 1962 | 1968 | 1975 | 1982 | 1990 | 1999 | 2008 |
| ---- | ---- | ---- | ---- | ---- | ---- | ---- |
| 147  | 146  | 120  | 118  | 107  | 98   | 133  |

## Экономика
В 2007 году среди 77 человек в трудоспособном возрасте (15—64 лет) 58 были экономически активными, 19 — неактивными (показатель активности — 75,3 %, в 1999 году было 70,1 %). Из 58 активных работали 53 человека (30 мужчин и 23 женщины), безработных было 5 (2 мужчины и 3 женщины). Среди 19 неактивных 5 человек были учениками или студентами, 7 — пенсионерами, 7 были неактивными по другим причинам.

## Фотогалерея

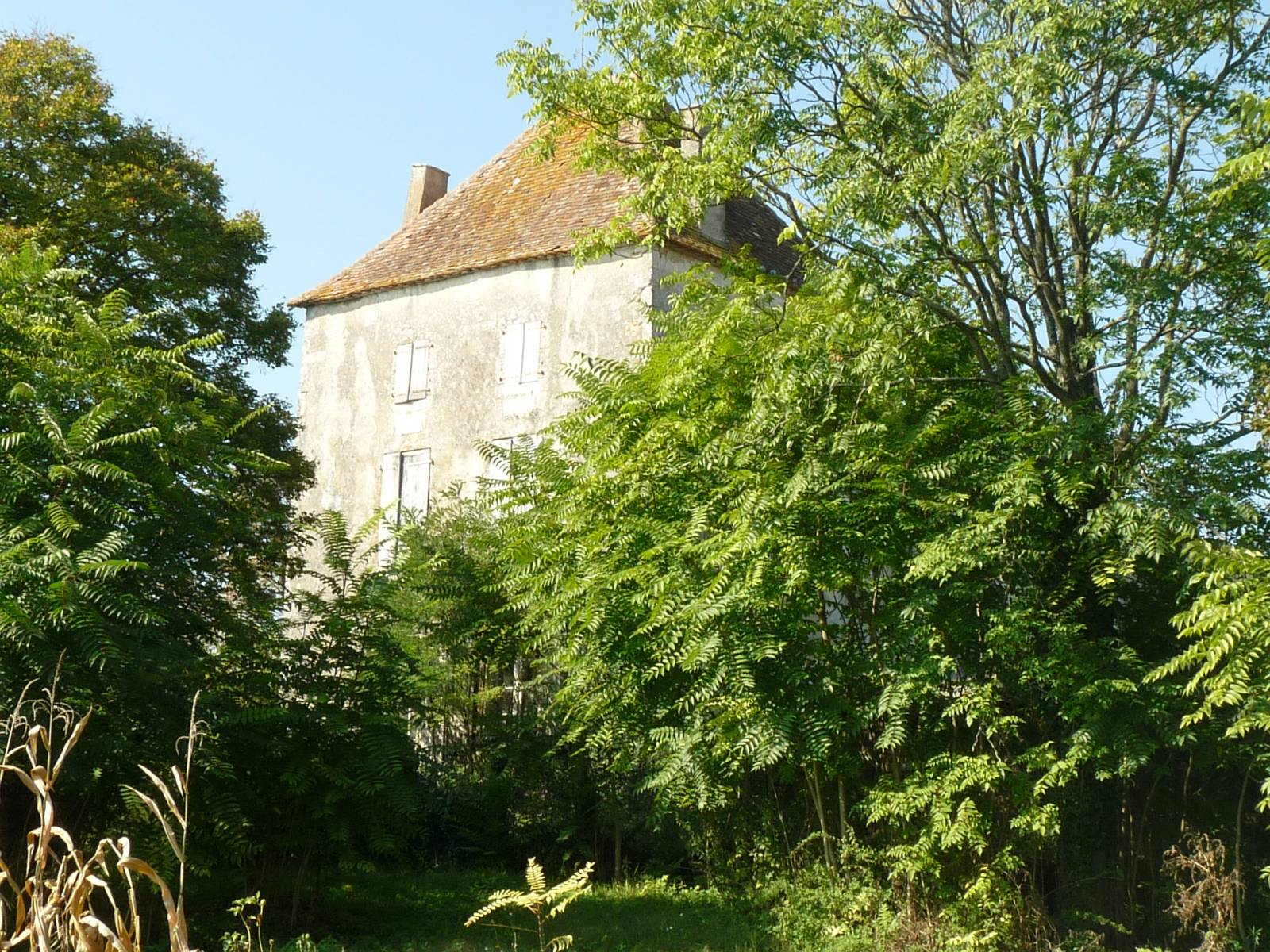
Замок
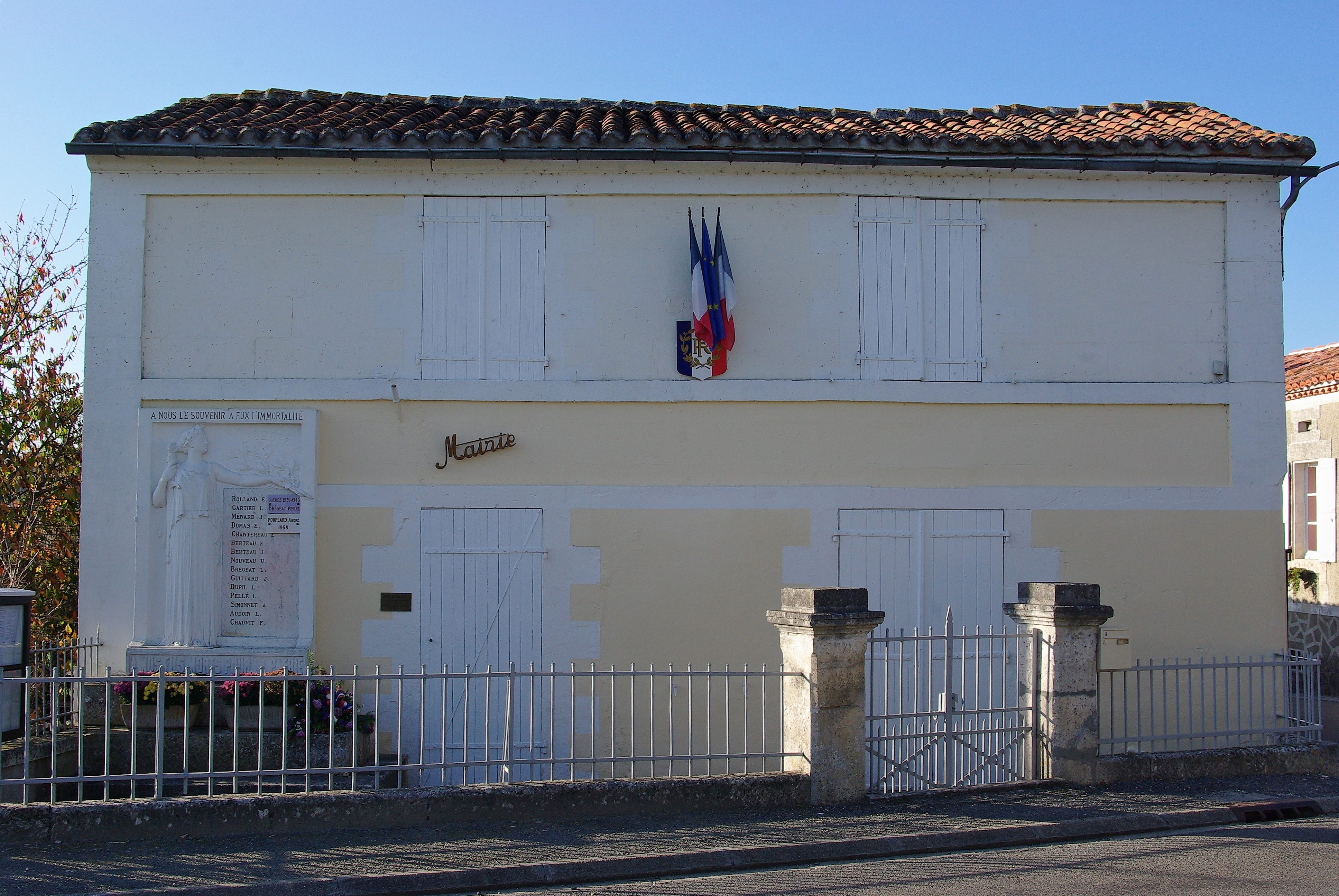
Мэрия
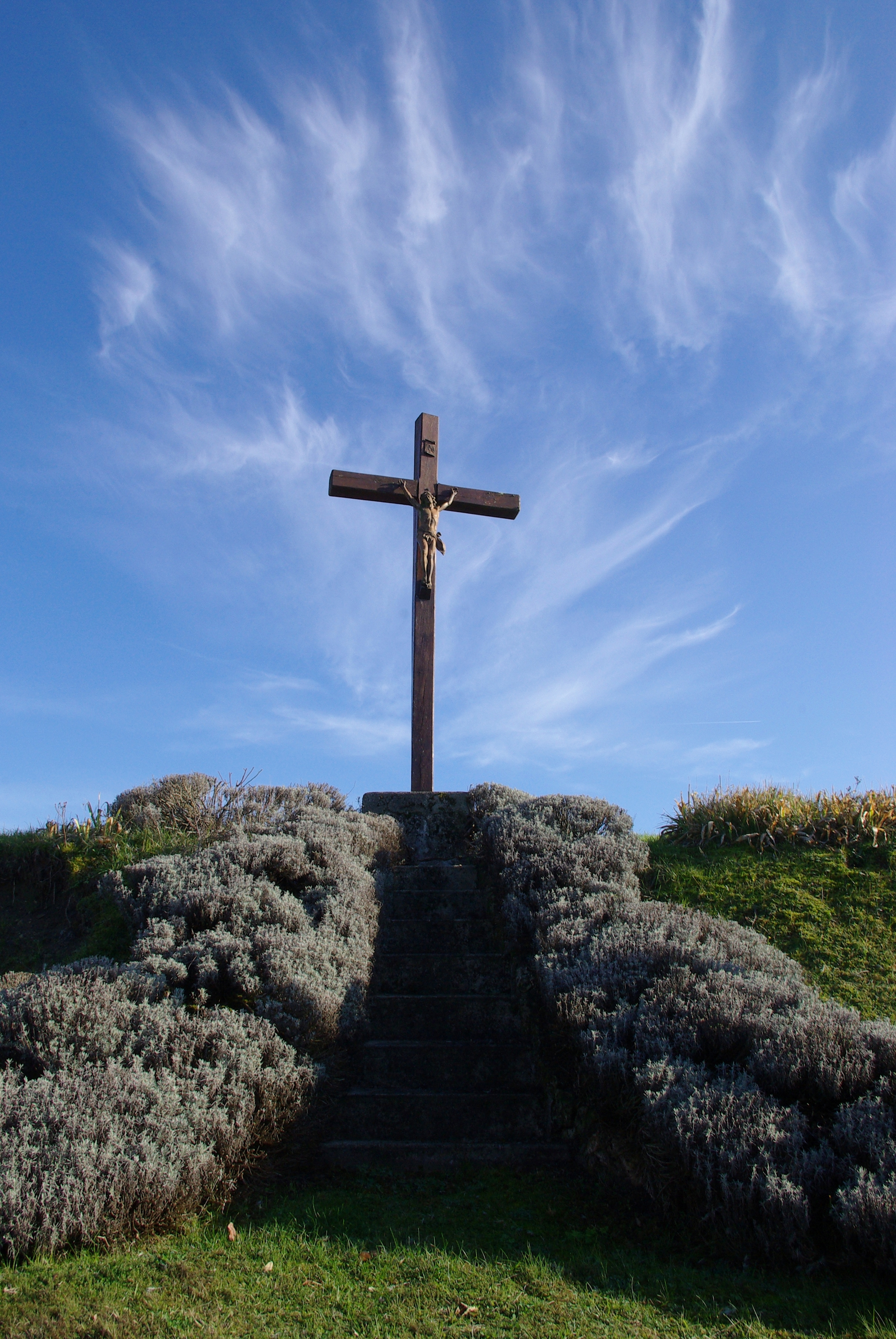
Крест